# Zuidlaardermeer
Zuidlaardermeer je jezero u sjevernom dijelu Nizozemske.
Jezero se nalazi sjeverozapadno od sela Zuidlaren i južno od bivše općine Hoogezand-Sappemeer i zove se Zuidlaardermeer (nizozemski za: jezero Zuidlaren). Jezero se uglavnom nalazi u pokrajinama Groningen i Drenthe. Nastalo je prije 5000-8000 godina. U jezero se ulijeva rijeka Hunze. Ova rijeka se ulijeva u jezero na jugoistoku i izlazi iz jezera na sjeveru kao Drentsche Diep.
Jezero je plitko (oko 1 m duboko), ali neki dijelovi su dublji, poput plovnog puta. Jezero je popularno među turistima, a posebno među nautičarima. U jezeru su usidrene mnoge jedrilice, jer je Zuidlaardermeer jedno od rijetkih pogodnih jezera za jedrenje u regiji.
Velikim dijelovima jezera i obližnjih poldera upravlja zaklada Groninger Zeeschap .

## Vanjske poveznice
|  | Zajednički poslužitelj ima još gradiva o temi Zuidlaardermeer |